# Pelé: Birth of a Legend
Pelé, el nacimiento de una leyenda (cuyo título original es, Pele: Birth of a Legend) es una película biográfica Brasilo-estadounidense hablada en inglés, sobre los orígenes del futbolista brasileño Edson Arantes do Nascimento, desde su infancia en los suburbios de São Paulo hasta la obtención del título en el Mundial de 1958.
Debía ser estrenada el 12 de junio de 2014, mismo día de la inauguración del Mundial Brasil 2014, pero no logró cumplir con los plazos debido a que la posproducción demoró más de lo previsto. Su lanzamiento se realizaría, entonces, el 5 de diciembre de 2014 pero dicha fecha también fue pospuesta. A principios de 2016, se anunció que su premier será el 6 de mayo de dicho año en los Estados Unidos.
Fue escrita y dirigida por Michael y Jeff Zimbalist. Protagonizada por Leonardo Carvalho Lima y Kevin de Paula (ambos en el papel de Pelé, en su niñez y juventud respectivamente), además de Vincent D'Onofrio, Rodrigo Santoro, Diego Boneta, Colm Meaney y Seu Jorge.

## Producción
En mayo del 2013, Pelé se presentó en el Festival de Cannes para promover la producción de su película biográfica.
El rodaje comenzó en octubre de 2013.
En noviembre de 2013, los productores dieron a conocer la primera imagen de la película. En ella, el actor Leonardo Carvalho Lima realiza una pirueta con una pelota hecha de calcetines (o medias) en un callejón de São Paulo.

## Doblaje al español
Esta película tiene varias versiones de doblaje, dos de ellas son:

### Versión peruana
Doblada por Big Bang Films, bajo la dirección de Roberto Valdivieso. En su elenco destacan: Víctor Luperdi (Pelé adolescente), Macla Yamada (Pelé niño), Nicolás Fantinato (Feola), Thiago Vernal (Thiago), entre otros.

### Versión argentina
Doblada por Civisa Media, bajo la dirección de Nicolás Chudnovsky. En su elenco destacan: Juan Balvín (Pelé adolescente), Adrián Wowczuk, entre otros.